# Mineração hidráulica
A mineração hidráulica é uma técnica de mineração que emprega a pressão de água para desincrustar material rochoso, ou mover sedimentos. Esta técnica foi usada nos Estados Unidos (Nevada e Califórnia), para explorar o terreno durante a corrida do ouro na Califórnia da segunda metade do século XIX. A mineração hidráulica tinha sido previamente desenvolvida pelos romanos. Chamada ruina montium, a técnica ajudava a detectar ouro graças a jorros de alta pressão, dirigidos a partir de um tanque situado até 250 m por cima da local da jazida.